# Islami Oikya Jote
Islami Oikya Jote (IOJ, bengalisch ইসলামী ঐক্য জোট, „Islamische Einheitsfront“) ist eine islamistische Partei in Bangladesch.

## Parteigeschichte
Islami Oikya Jote wurde 1990 durch Zusammenschluss von sieben bangladeschischen islamischen Parteien gegründet. Die Zusammensetzung von IOJ änderte sich in den folgenden Jahren durch den Austritt einzelner Gruppierungen etwas. Im Laufe der Jahre spalteten sich mehrfach Dissidentenfraktionen ab.
Bei den Parlamentswahlen im Jahr 1991 und im Juni 1996 gewann Islami Oikya Jote 0,79 % bzw. 1,09 % der Stimmen und jeweils einen der 300 Wahlkreise. Islami Oikya Jote war im Januar 1999 eine der vier Gründungsparteien der BNP-Parteienallianz unter Khaleda Zia (neben BNP, Jatiya Party und Jamaat-e-Islami). Später erweiterte sich diese Parteienallianz auf 20 Parteien. Die Parlamentswahl 2001 wurde von der BNP-geführten Parteienallianz gewonnen und IOJ gewann 2 von 300 Wahlkreisen. Anschließend war IOJ an der BNP-geführten Koalitionsregierung unter Khaleda Zia personell beteiligt. Bei der Parlamentswahl 2008 gewann IOJ keinen Wahlkreis und 2014 nahm sie nicht an der Wahl teil.
Am 7. Januar 2016 erklärte IOJ ihren Austritt aus der BNP-geführten Parteienallianz. Sie wolle zukünftig eine eigenständige Politik betreiben.
Seit dem Tod des früheren Parteiführers Fazlul Haque Amini im Dezember 2012 ist Abdul Latif Nezami Parteivorsitzender (Ameer, Emir) der IOJ.

## Programmatik
Programmatisch strebt Islami Oikya Jote den raschen Übergang zu einem islamischen Staatswesen an. Im Vergleich zur Jamaat-e-Islami hat IOJ ihre Schwerpunkte mehr im ländlichen Raum. Die Partei versucht über Madrasas Einfluss zu gewinnen. In der Vergangenheit betätigte sie sich wiederholt an Ausschreitungen gegen die Ahmadiyyas, die als „Ungläubige“ angesehen werden. Im Vergleich zu Jamaat hat IOJ ein weniger professionelles und medienwirksames Auftreten. Kritiker der Partei warfen ihr vor, relativ offen den islamischen Fundamentalismus, die Taliban und al-Qaida zu unterstützen. Als die bangladeschische Regierung 2004 eine Reform des Familienrechts ankündigte, nach der auch Frauen die Ehescheidung einreichen können sollten (bisher war das nach der Scharia nur den Ehemännern möglich) sprach sich IOJ dagegen aus. Dies sei gegen die Grundsätze des Islam.